# Fredrika Bremer

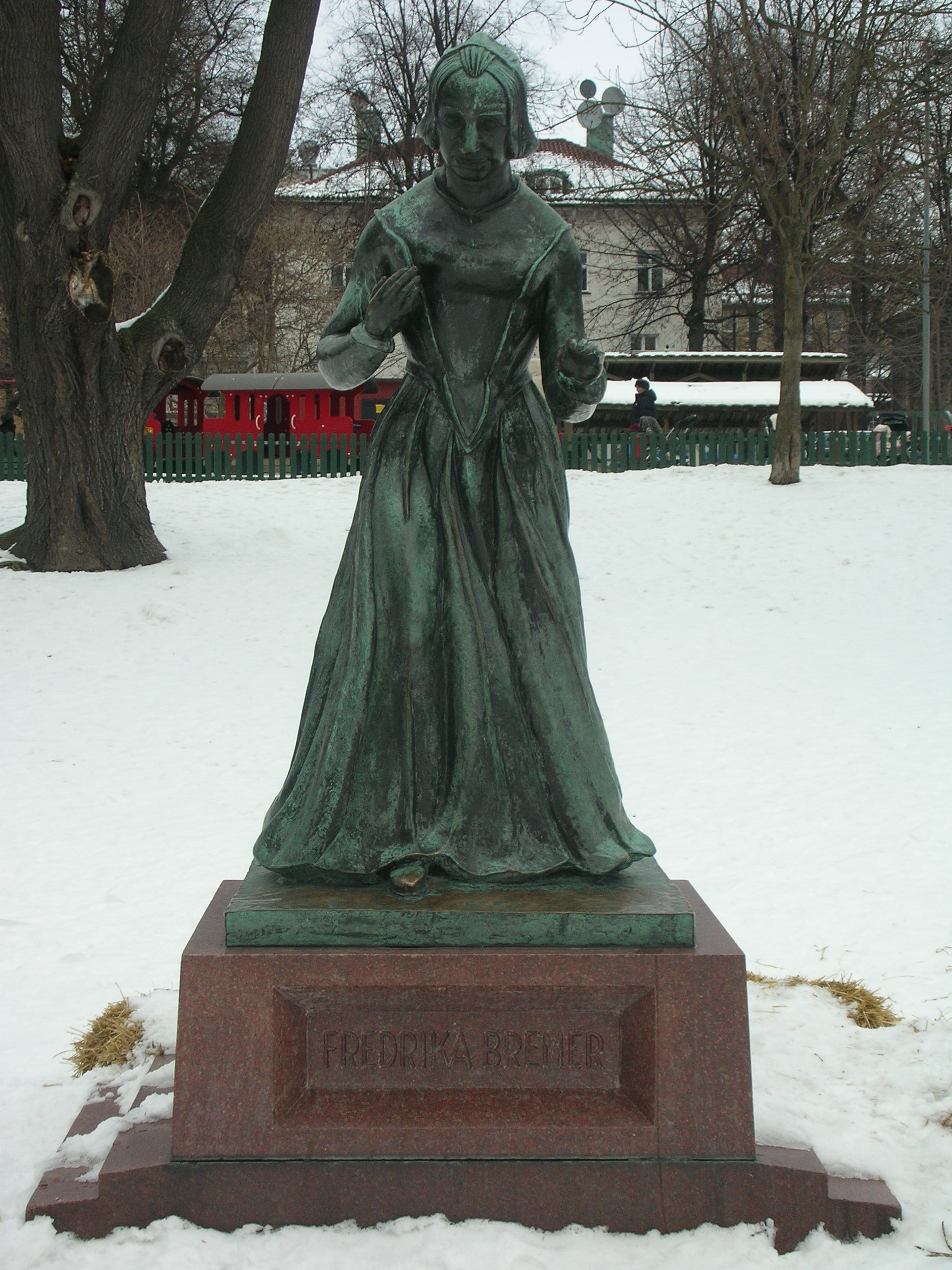
Monument a Fredrika Bremer a Estocolm, inaugurat el 2 de juny de 1927

Fredrika Bremer (Turku, Finlàndia, 17 d'agost de 1801-Estocolm, Suècia, 31 de desembre de 1865) va ser una escriptora i activista sueca. Va ser molt influent en la societat de Suècia durant el seu temps, especialment en les causes feministes.

## Biografia
Fredrika Bremer va néixer a Åbo (Turku), Finlàndia, però es va mudar a Estocolm amb la seva família quan tenia tres anys. Va créixer als afores d'Estocolm, en la mansió Årsta. El seu pare va ser descrit com un tirà en la seva llar i la seva mare com una dona mundana. Fredrika i les seves germanes van ser presentades en societat per contreure matrimoni; el toc final per a la seva presentació va ser un viatge pel continent, dut a terme entre 1821 i 1822.
Bremer no era feliç davant aquesta situació, i va caure en estat de crisi, d'on va sortir realitzant obres caritatives al país. El 1828 es va iniciar com a escriptora, en forma anònima, amb una sèrie de novel·les que es van publicar fins a 1831. Les seves novel·les eren històries romàntiques de l'època i es focalitzaven en dones en edat de casar-se; eren belles i superficials o poc atractives sense esperances de casar-se, i la narradora solia ser una dona independent. Bremer volia establir un nou tipus de vida familiar que no es focalitzés en els homes de la família, sinó que se li donés més lloc a la dona per desenvolupar els seus propis talents i personalitat. Cap a la dècada de 1840, ja era molt reconeguda en la vida cultural de Suècia i els seus llibres s'havien traduït a diversos idiomes. Políticament era liberal, però també tenia simpatia pel socialisme de la classe treballadora d'Anglaterra.
La seva novel·la Hertha (1856) va ser la seva obra més influent. És una novel·la fosca que tracta sobre la falta de llibertat que tenien les dones, i va iniciar un debat que va ser una de les bases de la nova llei de majoria d'edat legal per a les dones adultes solteres de Suècia el 1858, i va constituir una espècie de punt de partida per al veritable moviment feminista al país. Quan es va debatre la reforma electoral el 1862, va donar suport a la idea de reconèixer a les dones el dret de votar. Es va dir en els mitjans que seria una "vista horrible" veure "mirinyaques davant les urnes electorals": aquest mateix any, les dones majors d'edat van poder votar en les eleccions municipals a Suècia. El primer moviment organitzat sobre els drets de les dones al país, Fredrika Bremer Förbundet, fundat per Sophie Adlersparre el 1884, va ser anomenat així per ella. Li agradava anomenar i recomanar les obres d'altres professionals; va esmentar la doctora Lovisa Årberg i l'artista Sofia Ahlbom en els seus llibres, i va ajudar Johanna Berglind a fundar una escola per a nens sords i muts a Estocolm.
Entre 1849 i 1851, Bremer va viatjar als Estats Units i a l'illa de Cuba. Es va desil·lusionar davant el que creia que seria una "terra promesa", principalment per l'esclavitud. Es creu que va ser la primera que va escriure sobre la música gòspel, la cançó dels esclaus, als quals havia sentit cantar. També va visitar Suïssa, Itàlia, Palestina i Grècia entre 1856 i 1861, i va escriure populars relats dels seus viatges.
Fredrika Bremer mai es va casar. Va arribar a conèixer Per Böklin, director d'una escola de Kristianstad en la dècada de 1830, que li va fer classes privades i va ser el seu amic. Li va demanar matrimoni, però, després de considerar-ho durant diversos anys, ella ho va rebutjar.
Mary Howitt va traduir diverses de les seves obres a l'anglès. En Donetes, de Louisa May Alcott, la Sra. March els llegeix un llibre de Bremer a les seves quatre filles.

## Obres selectes
- Teckningar utu vardagslivet, (primera edició en "The H-family"), 1828-31
- Presidentens döttrar, 1834
- Hemmet, 1839
- Familjen H*** (primera edició en "The H- family"), 1843
- Hemmet eller familje-sorger och fröjder, 1850
- Grannarna, 1837
- BremrHemme, 1853
- Herta, 1856
- Livet i Gamla världen, 1860-1862

## Homenatges
Els llocs següents van ser anomenats per ella:
- Bremer County, a Iowa.
- Frederika, a Iowa.
- L'Escola Mitjana Fredrika Bremer a Minneapolis, Minnesota.